# Мехмед I
Мехме́д I Челеби́ (осман. محمد اول‎ / Mehmed-i evvel, тур. Birinci Mehmet, Çelebi Mehmet; 1386/87 — 26 мая 1421) —  османский султан, правивший в 1413—1421 годах. Мехмед был одним из сыновей султана Баязида I. После смерти отца он выиграл борьбу за власть со своими братьями и принял империю практически разрушенной. Мехмед I вернул территории, получившие независимость после нашествия Тамерлана. Современники характеризуют его как справедливого, кроткого, миролюбивого и образованного правителя. Мехмед очень терпимо относился к своим подданным-немусульманам, старался поднять торговлю, сооружал постройки (Адрианопольская мечеть), покровительствовал литературе, особенно поэзии.

## Биография

### Ранние годы
Мехмед родился в  1386 или 1387 году. Его отцом был султан Баязид I, а матерью - наложница султана Девлет Хатун. Как и его единокровные братья, он имел титул Челеби, что означает «господин». У него было шесть братьев:  Эртогрул (ум.1400), Мустафа, Сулейман, Муса, Иса и Касым. Лалой Мехмеда был Амасьялы Баязид-паша. В июнь 1399 года Мехмед был отправлен наместником в провинцию, ранее бывшую территорией  Эретнаогуллары (Амасья, Токат, Сивас, Анкара).
После  поражения султана Баязида I в битве при Анкаре в 1402 году от эмира Тамерлана Баязид-паша спас воспитанника от плена, вовремя выведя его с поля боя и доставил в Амасью. По словам Дуки, Баязид нёс принца на спине в дороге, просил милостыню и хлеб в деревнях, чтобы его прокормить. Во время всего периода междуцарствия он верно служил Мехмеду.
После смерти отца трое его сыновей разделили осколки империи: в Эдирне провозгласил себя султаном Сулейман (1402—1411), захвативший власть над турецкими владениями на Балканском полуострове, в Бурсе — Иса, в восточной Анатолии — Мехмед. Многие из покорённых османами анатолийских бейликов вновь объявили себя независимыми. Мехмед в 1405—1406 годах вёл войну против Исы и захватил Бурсу, после чего отправил старшего брата Мусу в Румелию сражаться с Сулейманом. Муса преуспел, но сам объявил себя султаном и захватил европейские владения османов. В 1411 году Мехмед включился в борьбу за Румелию при поддержке византийского императора Мануила II, который на своих кораблях переправил турецкую армию из Анатолии во Фракию. Первые сражения между братьями не принесли ни одному из них успеха, а вскоре Мехмед вернулся в Анатолию, чтобы защититься от бея Айдына. Победив врага, он вернулся в Европу и в 1413 году разбил армию Мусы, который бежал в Валахию и вскоре погиб. Все османские владения вновь объединились под властью одного султана.

## Правление
После победы над конкурентами Мехмед короновал себя султаном во фракийском городе Эдирне, в европейской части империи (район Константинополя и его окрестностей все ещё удерживался Византией). Он укрепил свою власть, поддерживал мирные отношения с Византией и другими европейскими соседями. Все заботы султана были направлены на то, чтобы укрепить государство, потрясённое нашествием Тамерлана.
Мехмед I завоевал часть Албании, эмират Джандаридов и отбил армянское царство Киликия у мамлюков. К 1415 году ему удалось восстановить власть во всех анатолийских бейликах, получивших независимость после битвы при Анкаре, за исключением Карамана. Принимая эти достижения во внимание, Мехмед стал широко известен как «второй основатель» Османского султаната.
В 1416 году турки впервые вели военные действия на море против Венецианской республики, которые закончились крупным поражением турецкого флота неподалёку от Дарданелл — 25 кораблей Мехмеда были захвачены венецианцами.

### Война с братьями
Вскоре после того, как Мехмед начал свое правление, его брат Мустафа Челеби, который первоначально был захвачен в плен вместе с Баязидом I и содержался в Самарканде, вернулся на историческую сцену и потребовал у брата половину государства. Мехмед отказался и, встретив силы Мустафы в бою, легко победил их. Мустафа бежал в византийский город Салоники, но заключивший соглашение с султаном византийский император Мануил II Палеолог сослал Мустафу на остров Лемнос.
Однако междоусобицы на этом не закончились. Вскоре вскрылся заговор Орхана, племянника Мехмеда, которого султан давно воспринимал как угрозу своему правлению, как и его младших братьев. По данным султана, Мануил II Палеолог пытался использовать Орхана против султана Мехмеда. Как бы там ни было, Мехмед приказал ослепить Орхана за предательство (в соответствии с византийской практикой).

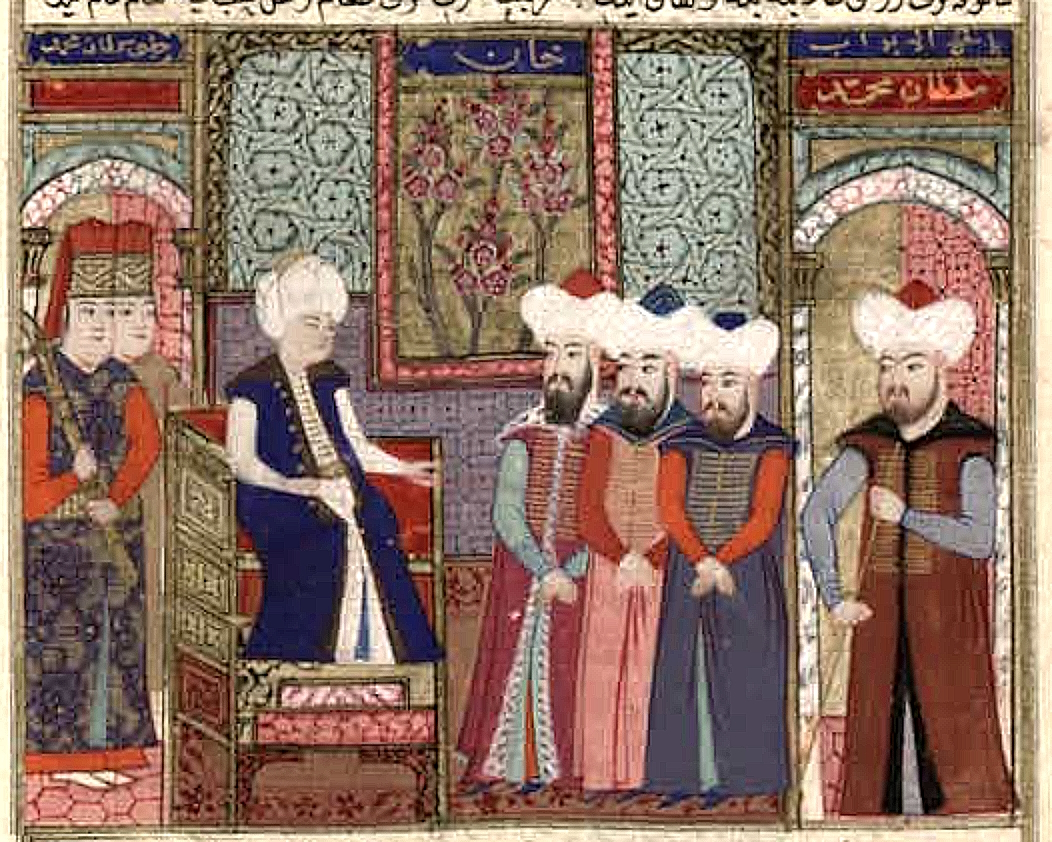
Мехмед I с сановниками

### Восстание Бедреддина
В результате битвы Анкары и других гражданских войн в социальной структуре империи наметилось напряжение, вылившееся в мощное религиозное движение шейха Бедреддина (1359—1420), известного мусульманского суфия и харизматичного богослова, который был казаскером у Мусы. Он был выдающимся улемом, сыном гречанки и отца-мусульманина. Бедреддин выступал за общность имущества и распространял учение об одном Боге, едином для мусульман, евреев и христиан. Успешно обобщив синкретизм различных религий и сект империи, движение Бедреддина началось в европейской части империи и распространилось на западную Анатолию.
В 1416 году Бедреддин начал восстание против трона. Сектанты дважды разбили войско султана, но были побеждены в сражении около Смирны. Бедреддин был пленен Баязид-пашой и повешен в городе Серре, в современной Греции, в 1420 году.
В последние годы жизни Мехмет подавил ещё одно восстание, поднятое неким претендентом, выдававшим себя за его брата Мустафу.

### Смерть

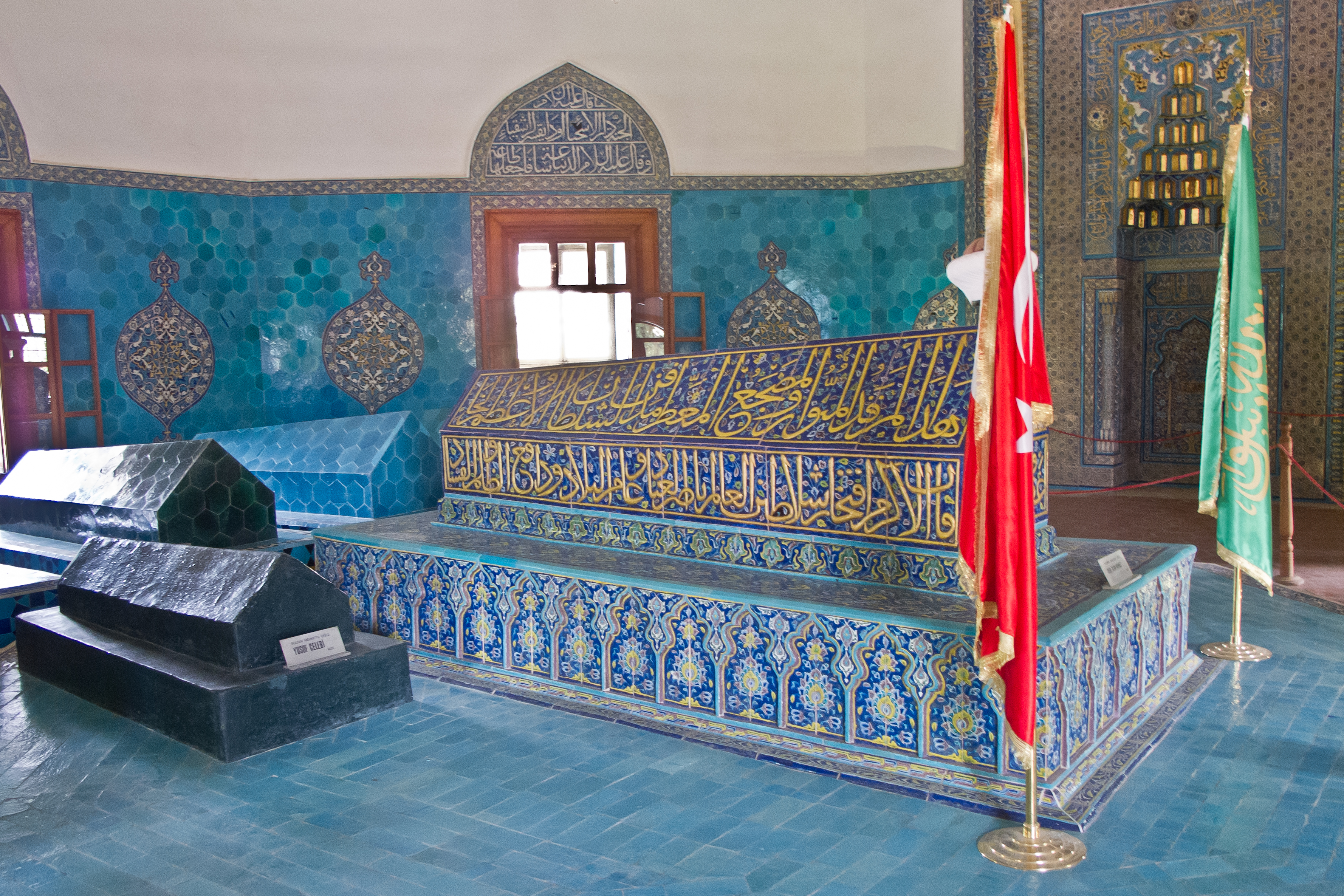
Мавзолей Мехмеда в Бурсе.

Царствование Мехмеда I длилось всего восемь лет, однако он был де-факто правителем большей части империи и на протяжении почти 11 лет османского междуцарствия, которое длилось с момента пленения его отца до его собственной окончательной победы над братом Мусой Челеби.
Мехмед I был похоронен в Бурсе, в мавзолее, воздвигнутом им самим возле знаменитой мечети, которая также была построена по его приказу и была украшена зелёным фарфором (Зелёная мечеть). Мехмед достроил ещё одну мечеть в Бурсе, заложенную его дедом Мурадом I, но так и не законченную во время правления Баязида I. Мехмед основал в непосредственной близости от Зелёной мечети школу и столовую для бедных.

## Семья
Жёны и наложницы
- Эмине-хатун — дочь правителя бейлика Дулкадиридов Мехмеда-бея. Брак с Мехмедом I заключён примерно в 1404 году[6].
- Шехзаде-хатун — внучка Шадгельди Ахмеда-паши[7].
- Кумру-хатун[8]

Сыновья
- Ахмед (1402 — 1429[9]) — был ослеплён Мурадом II и умер от чумы в Бурсе[10].
- Мехмед (1402 — 1415)[7]
- Мурад II (1403/1404 — 8/12[11] февраля 1451; мать — Эмине-хатун[12])
- Касым (ум. 1406)[7]
- Мустафа «Кючюк» (1411[7]/1413[13] — казнён в декабре 1423[7])
- Махмуд (1413 — 1429[14]) — был ослеплён Мурадом II и умер от чумы в Бурсе[10].
- Юсуф (1414 — 1429[15]) — был ослеплён Мурадом II и умер от чумы в Бурсе[10].

Дочери
- Султан-хатун[16] (ум. 1444; старшая дочь[14]) — с 1424 года была замужем за братом правителя бейлика Джандарогуллары Ибрагима II — Касымом Кемаледдином (ум. 1451)[7]. После смерти жены Касим Кемаледдин женился на дочери Мурада II[12][11].
- Сельчук-хатун (1408[7] — 1485[17]; мать — Кумру-хатун[18]) — с 1425 года была замужем за бейлербеем Анатолии Шехит Караджа-пашой[17][19] (ум. 10 ноября 1444)[7].
- Сельчук-хатун (ум. 25 октября 1485) — была замужем за правителем бейлика Джандарогуллары Ибрагимом II (ум. в мае 1443)[7].
- Инджу-хатун — была замужем за правителем бейлика Караманидов Мехметом II (ум. в феврале 1423)[7].
- Дочь — с 1425 года была замужем за сыном правителя бейлика Караманидов Мехмета II — Али-беем[7].
- Дочь — с 1425 года была замужем за сыном правителя бейлика Караманидов Мехмета II — Исой-беем[7].
- Илальди-хатун[16] — с 1427 года была замужем за сыном правителя бейлика Караманидов Мехмета II — Ибрагимом II (ум. 16 августа 1464)[7].
- Айше-хатун (ум. после 1468[16])
- Хафисе-хатун[7]
- Ситти-хатун[20]
- Хафса-хатун[21] (младшая[14]) — с 1424 года была замужем за сыном великого визиря Чандарлы Ибрагима-паши Махмудом-челеби (ум. в ноябре 1444). Получила посмертное прозвище Хадже («совершившая хадж»), поскольку по некоторым данным отправилась в Мекку и там умерла[22].